# Euphorbia petrina
Euphorbia petrina är en törelväxtart som beskrevs av Sereno Watson. Euphorbia petrina ingår i släktet törlar, och familjen törelväxter. Inga underarter finns listade i Catalogue of Life.